# سه بمب آتشین
سه بمب آتشین فیلمی به کارگردانی امین امینی و نویسندگی احمد نجیب زاده محصول سال ۱۳۴۵ است.

## خلاصه داستان
یک تبهکار آمریکایی که زمان جنگ دوم جهانی مقدار زیادی طلا را به همراه یک ایرانی در اطراف شیراز دفن کرده‌است برای تصاحب آن وارد ایران می‌شود و چون نیمی از نقشه نزد شریک ایرانیش است نزد او می‌رود و با به قتل رسانیدن او، چند تن را اجیر کرده و به سوی محل اختفای طلا می‌رود..

## بازیگران
- محمد متوسلانی
- گرشا رئوفی
- منصور سپهرنیا
- مجید شهباز
- یوری
- یدالله محمدی‌نژاد